# Oligoclada teretidentis
Oligoclada teretidentis – gatunek ważki z rodziny ważkowatych (Libellulidae).